# Kiscserna
Kiscserna (szlovákul Malá Čierna) község Szlovákiában, a Zsolnai kerületben, a Zsolnai járásban.

## Fekvése
Zsolnától 20 km-re délnyugatra fekszik.

## Története
A mai Kiscserna területén egykor a puhói kultúra települése állott.
A települést 1471-ben „Kys Charna” néven említik először. 1474-ben „Cherna Parva”, 1520-ban „Kys Cherna” néven említik. Litva várának uradalmához tartozott, később a vágbesztercei váruradalom része lett. 1598-ban 9 ház állt a településen. 1720-ban 10 adózója volt. 1784-ben 28 házában 35 család és 208 lakos élt.
A 18. század végén Vályi András így ír róla: „Kis Cserna. Tót falu Trentsén Vármegyében, birtokosai külömbféle Urak, lakosai katolikusok, fekszik a’ Lietavai Uradalomban, Bodinához 1/4. mértföldnyire dél felé, hegyes helység, és sovány földgye van, más javai ugyan vannak, de mivel felemeltebb helyen fekszik, ’s határjának nehéz mivelése van, ’s harmadik Osztálybéli.”
1828-ban 18 háza volt 261 lakossal. Lakói erdei munkások, pásztorok, méhészek voltak.
Fényes Elek 1851-ben kiadott geográfiai szótárában így ír a faluról: „Kis-Cserna, tót falu, Trencsén vmegyében, 225 kath., 15 zsidó lak. Határja hegyes, sovány. F. u. a Lietavai uradalom. Ut. p. Zsolna.”
A trianoni békéig Trencsén vármegye Zsolnai járásához tartozott.

## Népessége
| Év:            | 1994. | 2004.   | 2014.   | 2024.   |
| -------------- | ----- | ------- | ------- | ------- |
| Emberek száma: | 307   | 333     | 366     | 335     |
| Eltérés:       |       | +8,46 % | +9,90 % | -8,46 % |

| Év:            | 2023. | 2024.   |
| -------------- | ----- | ------- |
| Emberek száma: | 322   | 335     |
| Eltérés:       |       | +4,03 % |

1910-ben 312, túlnyomórészt szlovák anyanyelvű lakosa volt.
2001-ben 326 lakosából 323 szlovák volt.
2011-ben 353 lakosából 350 szlovák volt.

## Nevezetességei
- A Szent Kereszt Felmagasztalása tiszteletére szentelt római katolikus temploma 1936-1940 között épült, 1991-ben felújították.

## Külső hivatkozások
- Községinfó
- Kiscserna Szlovákia térképén
- Képek a templomról
- E-obce.sk Archiválva 2008. február 19-i dátummal a Wayback Machine-ben